# Герцог Глостерський

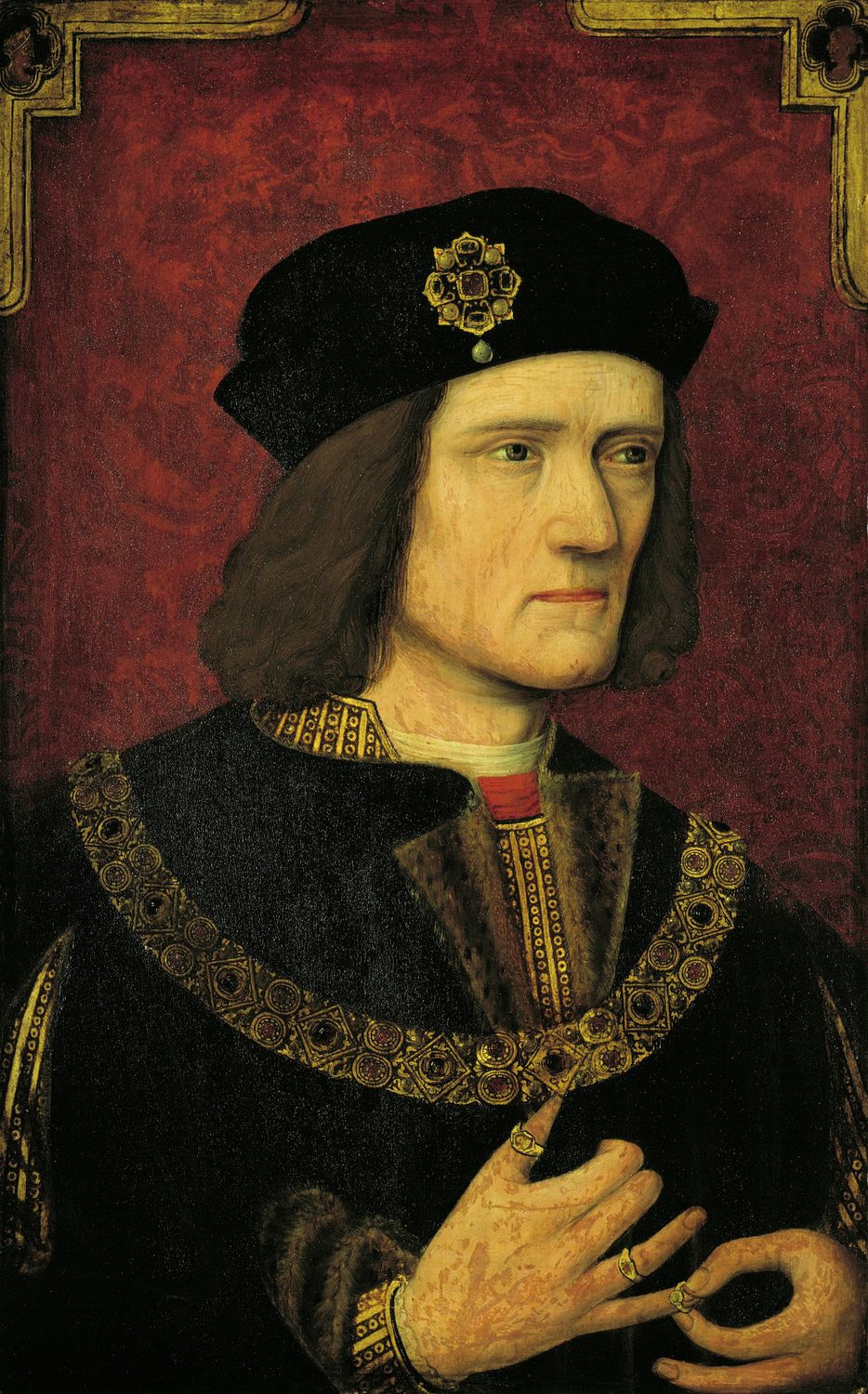
Король Річард III мав титул герцога Глостерського з 1461 до свого вступу на трон у 1483 році

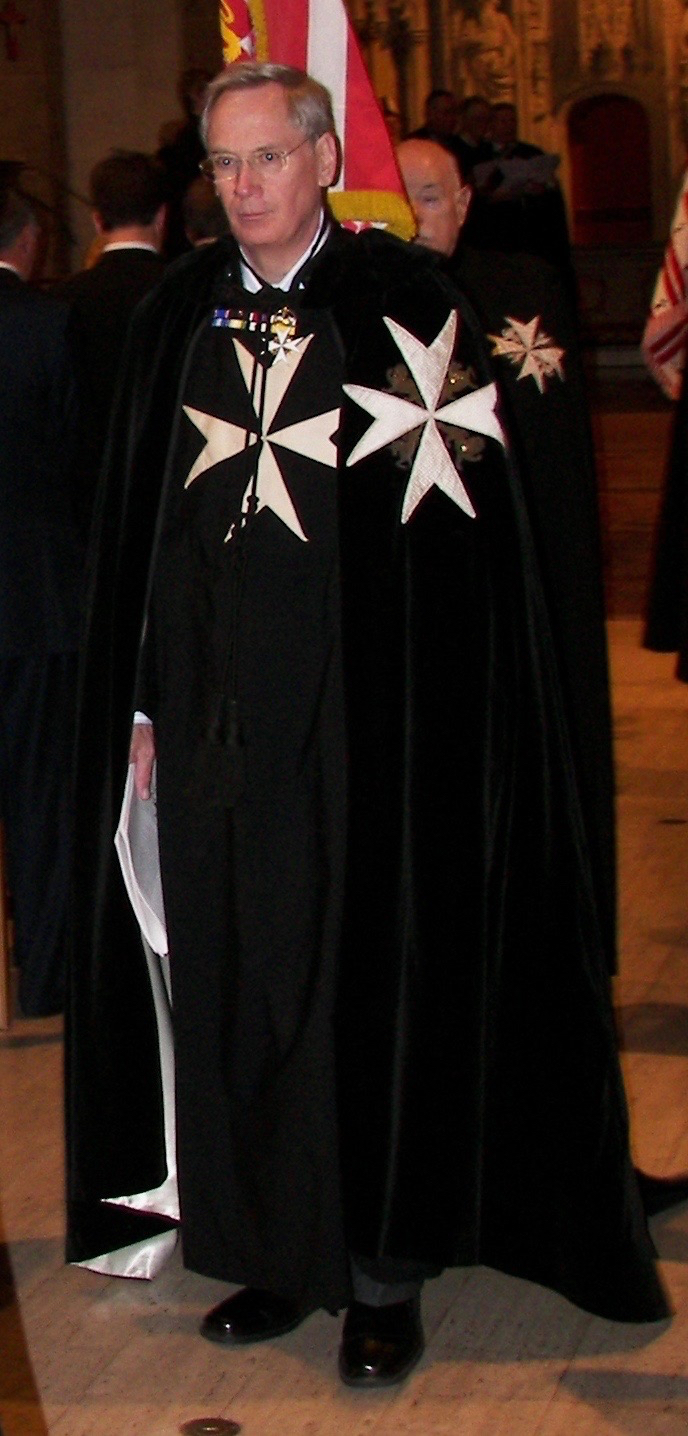
Нинішній герцог Річард Глостерський, кузен Єлизавети II, в орденському вбранні госпітальєрів

Герцог Глостерський (англ. Duke of Gloucester) — титул деяких молодших принців англійського (згодом — британського) королівського дому.
Найвідоміші з них:
- Томас, герцог Глостер (1355—1397), молодший син Едуарда III. Страчений, ймовірно, за наказом свого племінника Річарда II.
- Гемфрі, герцог Глостер (1391—1447), син Генріха IV. Після смерті свого брата Генріха V (1422) правив державою за малолітнього Генріха VI, спочатку спільно з герцогом Бедфордом, а з 1435 року — одноосібно. Після одруження короля з Маргаритою Анжуйською, Глостер, за нашіптуваннями її фаворита, графа Саффолка, був звинувачений у державній зраді, заарештований й за кілька днів знайдений мертвим у ліжку.
- Річард, герцог Глостер (1452—1485), у подальшому король Річард III.
- Генрі, герцог Глостерський (1640—1660), син Карла I, за наказом Кромвеля вихований на острові Вайт та відряджений потім до Голландії; поїхав за своїм братом Карлом II до Англії.
- Вільгельм, герцог Глостер (1689—1700), син королеви Анни й Георга Данського, єдина їхня дитина, що пережила вік немовляти, помер у віці 11 років від гідроцефалії. Його смерть, що залишала протестантську лінію Стюартів без спадкоємців, прискорила прийняття Акту про влаштування 1701 року, що покликав на престол Ганноверську династію. Вільгельм мав титулування (style) герцога Глостера, але офіційно герцогство йому не надавалось.
- Фредерік, принц Уельський (1707—1751), син Георга II і батько Георга III, у 1718—1726 титулувався (styled), за життя діда, «герцог Глостер», але герцогство йому також офіційно не надавалось.
- Вільгельм Генрі, герцог Глостерський та Единбурзький (1743—1805), син попереднього, брат Георга III. Його таємне одруження із вдовою графинею Вальдергравою спричинило у парламенті сильні дебати. Британський фельдмаршал (1793).
- Вільгельм Фредерік, герцог Глостерський та Единбурзький (1776—1834), син попереднього, був одружений з Марією, дочкою Георга III. Британський фельдмаршал (1816).
- Князь Генрі[en] (1900—1974), третій син Георга V, дядько Єлизавети II. З 1935 року був одружений з леді Алісою Монтегю-Дуглас-Скотт . Генерал-губернатор Австралії у 1945—1947 роках. Британський фельдмаршал (1955). Маршал Королівських повітряних сил (1958).
- Річард, народився 1944 року, другий син попереднього, двоюрідний брат Єлизавети II. Одружений з Бригіттою ван Дойрс (Генріксен). Після смерті старшого брата Вільяма (1941—1972) в авіакатастрофі став спадкоємцем титулу герцога Глостера. Син (Олександр, граф Ольстер) і дві дочки.

Резиденція герцога Глостерського — Кенсінгтонський палац
Энциклопедический словарь : в 86 т. (82 т. и 4 доп.). — СПб. : Ф. А. Брокгауз, И. А. Ефрон, 1890—1907. (рос.)